# Élections générales espagnoles de 2023 en Catalogne
Les élections générales espagnoles de 2023 (en espagnol : Elecciones generales de España de noviembre de 2023) se tiennent le 23 juillet 2023 afin d'élire les 350 députés et 208 des 266 sénateurs de la XVe législature des Cortes Generales. 48 députés sont élus en Catalogne.

## Résultats

### Total régional
| Parti                  | Parti                                                      | Voix      | %     | +/-   | Sièges | +/-           |  |
| ---------------------- | ---------------------------------------------------------- | --------- | ----- | ----- | ------ | ------------- |  |
|                        | Parti des socialistes de Catalogne (PSC)                   | 1 221 335 | 34,47 | 13,97 | 19     | 7             |  |
|                        | Sumar (av. ECP)                                            | 497 617   | 14,04 | 1,21  | 7      | en stagnation |  |
|                        | Parti populaire (PP)                                       | 473 620   | 13,37 | 5,95  | 6      | 4             |  |
|                        | Gauche républicaine de Catalogne (ERC)                     | 46 602    | 13,15 | 9,42  | 7      | 6             |  |
|                        | Junts                                                      | 395 429   | 11,16 | N/A   | 7      | 3             |  |
|                        | Vox                                                        | 275 080   | 7,76  | 1,47  | 2      | en stagnation |  |
|                        | Candidature d'unité populaire (CUP)                        | 99 644    | 2,81  | 3,56  | 0      | 2             |  |
|                        | Parti animaliste contre la maltraitance animale (PACMA)    | 36 881    | 1,04  | 0,11  | 0      | en stagnation |  |
|                        | Parti démocrate européen catalan-Espace CiU (PDeCAT-E CiU) | 32 016    | 0,90  | N/A   | 0      | 4             |  |
|                        | Front ouvrier (FO)                                         | 7 526     | 0,21  | Nv.   | 0      | en stagnation |  |
|                        | Parti communiste des travailleurs catalans (PCTC)          | 3 875     | 0,11  | 0,05  | 0      | en stagnation |  |
|                        | Recortes Cero                                              | 3 739     | 0,10  | 0,05  | 0      | en stagnation |  |
|                        | Autres partis                                              | 980       | 0,03  | -     | 0      | -             |  |
|                        | Ciudadanos (Cs)                                            |           |       |       |        | 2             |  |
|                        | Vote blanc                                                 | 29 267    | 0,83  | 0,13  |        |               |  |
|                        |                                                            |           |       |       |        |               |  |
| Suffrages exprimés     | Suffrages exprimés                                         | 3 543 029 | 99,10 |       |        |               |  |
| Votes nuls             | Votes nuls                                                 | 32 205    | 0,90  |       |        |               |  |
| Total                  | Total                                                      | 3 575 234 | 100   | -     | 48     | en stagnation |  |
| Abstention             | Abstention                                                 | 2 128 550 | 37,32 |       |        |               |  |
| Inscrits/Participation | Inscrits/Participation                                     | 5 703 784 | 62,68 |       |        |               |  |

### Barcelone
| Parti                  | Parti                                                      | Voix      | %     | +/-   | Sièges | +/-           |  |
| ---------------------- | ---------------------------------------------------------- | --------- | ----- | ----- | ------ | ------------- |  |
|                        | Parti des socialistes de Catalogne (PSC)                   | 952 347   | 35,70 | 13,90 | 13     | 5             |  |
|                        | Sumar (av. ECP)                                            | 405 993   | 15,22 | 1,66  | 5      | en stagnation |  |
|                        | Parti populaire (PP)                                       | 367 519   | 13,78 | 6,07  | 5      | 3             |  |
|                        | Gauche républicaine de Catalogne (ERC)                     | 328 697   | 12,32 | 8,82  | 4      | 3             |  |
|                        | Junts                                                      | 258 159   | 9,68  | N/A   | 3      | 1             |  |
|                        | Vox                                                        | 201 775   | 7,56  | 1,25  | 2      | en stagnation |  |
|                        | Candidature d'unité populaire (CUP)                        | 67 266    | 2,52  | 3,60  | 0      | 2             |  |
|                        | Parti animaliste contre la maltraitance animale (PACMA)    | 28 201    | 1,06  | 0,13  | 0      | en stagnation |  |
|                        | Parti démocrate européen catalan-Espace CiU (PDeCAT-E CiU) | 24 452    | 0,92  | N/A   | 0      | en stagnation |  |
|                        | Front ouvrier (FO)                                         | 6 048     | 0,23  | Nv.   | 0      | en stagnation |  |
|                        | Recortes Cero                                              | 3 104     | 0,12  | 0,04  | 0      | en stagnation |  |
|                        | Parti communiste des travailleurs catalans (PCTC)          | 2 858     | 0,11  | 0,06  | 0      | en stagnation |  |
|                        | Ciudadanos (Cs)                                            |           |       |       |        | 2             |  |
|                        | Vote blanc                                                 | 21 059    | 0,79  | 0,09  |        |               |  |
|                        |                                                            |           |       |       |        |               |  |
| Suffrages exprimés     | Suffrages exprimés                                         | 2 667 478 | 99,21 |       |        |               |  |
| Votes nuls             | Votes nuls                                                 | 21 242    | 0,79  |       |        |               |  |
| Total                  | Total                                                      | 2 688 720 | 100   | -     | 32     | en stagnation |  |
| Abstention             | Abstention                                                 | 1 554 780 | 36,64 |       |        |               |  |
| Inscrits/Participation | Inscrits/Participation                                     | 4 243 500 | 63,36 |       |        |               |  |

### Gérone
| Parti                  | Parti                                                      | Voix    | %     | +/-   | Sièges | +/-           |  |
| ---------------------- | ---------------------------------------------------------- | ------- | ----- | ----- | ------ | ------------- |  |
|                        | Parti des socialistes de Catalogne (PSC)                   | 93 448  | 28,93 | 14,11 | 2      | 1             |  |
|                        | Junts                                                      | 63 251  | 19,58 | N/A   | 2      | en stagnation |  |
|                        | Gauche républicaine de Catalogne (ERC)                     | 47 531  | 14,72 | 11,13 | 1      | 1             |  |
|                        | Sumar (av. ECP)                                            | 35 344  | 10,94 | 1,46  | 1      | en stagnation |  |
|                        | Parti populaire (PP)                                       | 31 341  | 9,70  | 4,79  | 0      | en stagnation |  |
|                        | Vox                                                        | 22 706  | 7,03  | 1,83  | 0      | en stagnation |  |
|                        | Candidature d'unité populaire (CUP)                        | 18 229  | 5,64  | 3,27  | 0      | en stagnation |  |
|                        | Parti animaliste contre la maltraitance animale (PACMA)    | 3 531   | 1,09  | 0,04  | 0      | en stagnation |  |
|                        | Parti démocrate européen catalan-Espace CiU (PDeCAT-E CiU) | 3 388   | 1,05  | N/A   | 0      | en stagnation |  |
|                        | Front ouvrier (FO)                                         | 570     | 0,18  | Nv.   | 0      | en stagnation |  |
|                        | Parti communiste des travailleurs catalans (PCTC)          | 420     | 0,13  | 0,04  | 0      | en stagnation |  |
|                        | Recortes Cero                                              | 248     | 0,08  | 0,06  | 0      | en stagnation |  |
|                        | Vote blanc                                                 | 2 981   | 0,92  | 0,27  |        |               |  |
|                        |                                                            |         |       |       |        |               |  |
| Suffrages exprimés     | Suffrages exprimés                                         | 322 988 | 98,73 |       |        |               |  |
| Votes nuls             | Votes nuls                                                 | 4 171   | 1,27  |       |        |               |  |
| Total                  | Total                                                      | 327 159 | 100   | -     | 6      | en stagnation |  |
| Abstention             | Abstention                                                 | 219 211 | 40,12 |       |        |               |  |
| Inscrits/Participation | Inscrits/Participation                                     | 546 370 | 59,88 |       |        |               |  |

### Lérida
| Parti                  | Parti                                                      | Voix    | %     | +/-           | Sièges | +/-           |  |
| ---------------------- | ---------------------------------------------------------- | ------- | ----- | ------------- | ------ | ------------- |  |
|                        | Parti des socialistes de Catalogne (PSC)                   | 54 414  | 29,49 | 15,03         | 2      | 1             |  |
|                        | Gauche républicaine de Catalogne (ERC)                     | 34 331  | 18,60 | 12,86         | 1      | 1             |  |
|                        | Junts                                                      | 33 228  | 18,01 | N/A           | 1      | en stagnation |  |
|                        | Parti populaire (PP)                                       | 23 699  | 12,84 | 5,75          | 0      | en stagnation |  |
|                        | Sumar (av. ECP)                                            | 14 561  | 7,89  | 0,01          | 0      | en stagnation |  |
|                        | Vox                                                        | 12 560  | 6,81  | 2,32          | 0      | en stagnation |  |
|                        | Candidature d'unité populaire (CUP)                        | 5 449   | 2,95  | 3,85          | 0      | en stagnation |  |
|                        | Parti démocrate européen catalan-Espace CiU (PDeCAT-E CiU) | 1 865   | 1,01  | N/A           | 0      | en stagnation |  |
|                        | Parti animaliste contre la maltraitance animale (PACMA)    | 1 352   | 0,73  | en stagnation | 0      | en stagnation |  |
|                        | Sièges en blanc (EB)                                       | 462     | 0,25  | Nv.           | 0      | en stagnation |  |
|                        | Front ouvrier (FO)                                         | 247     | 0,13  | Nv.           | 0      | en stagnation |  |
|                        | Parti communiste des travailleurs catalans (PCTC)          | 192     | 0,10  | 0,04          | 0      | en stagnation |  |
|                        | Recortes Cero                                              | 120     | 0,07  | 0,02          | 0      | en stagnation |  |
|                        | Vote blanc                                                 | 2 059   | 1,12  | 0,38          |        |               |  |
|                        |                                                            |         |       |               |        |               |  |
| Suffrages exprimés     | Suffrages exprimés                                         | 184 539 | 98,72 |               |        |               |  |
| Votes nuls             | Votes nuls                                                 | 2 390   | 1,28  |               |        |               |  |
| Total                  | Total                                                      | 186 929 | 100   | -             | 4      | en stagnation |  |
| Abstention             | Abstention                                                 | 130 296 | 41,07 |               |        |               |  |
| Inscrits/Participation | Inscrits/Participation                                     | 317 225 | 58,93 |               |        |               |  |

### Tarragone
| Parti                  | Parti                                                      | Voix    | %     | +/-   | Sièges | +/-           |  |
| ---------------------- | ---------------------------------------------------------- | ------- | ----- | ----- | ------ | ------------- |  |
|                        | Parti des socialistes de Catalogne (PSC)                   | 121 126 | 32,91 | 13,80 | 2      | en stagnation |  |
|                        | Gauche républicaine de Catalogne (ERC)                     | 55 461  | 15,07 | 10,56 | 1      | 1             |  |
|                        | Parti populaire (PP)                                       | 51 061  | 13,87 | 6,11  | 1      | 1             |  |
|                        | Sumar (av. ECP)                                            | 41 719  | 11,34 | 0,76  | 1      | en stagnation |  |
|                        | Junts                                                      | 40 791  | 11,08 | N/A   | 1      | en stagnation |  |
|                        | Vox                                                        | 38 039  | 10,34 | 2,26  | 0      | en stagnation |  |
|                        | Candidature d'unité populaire (CUP)                        | 8 700   | 2,36  | 3,38  | 0      | en stagnation |  |
|                        | Parti animaliste contre la maltraitance animale (PACMA)    | 3 797   | 1,03  | 0,16  | 0      | en stagnation |  |
|                        | Parti démocrate européen catalan-Espace CiU (PDeCAT-E CiU) | 2 311   | 0,63  | N/A   | 0      | en stagnation |  |
|                        | Front ouvrier (FO)                                         | 661     | 0,18  | Nv.   | 0      | en stagnation |  |
|                        | Parti communiste des travailleurs catalans (PCTC)          | 405     | 0,11  | 0,06  | 0      | en stagnation |  |
|                        | Autres                                                     | 785     | 0,21  | -     | 0      | -             |  |
|                        | Vote blanc                                                 | 3 168   | 0,86  | 0,16  |        |               |  |
|                        |                                                            |         |       |       |        |               |  |
| Suffrages exprimés     | Suffrages exprimés                                         | 368 024 | 98,82 |       |        |               |  |
| Votes nuls             | Votes nuls                                                 | 4 402   | 1,18  |       |        |               |  |
| Total                  | Total                                                      | 372 426 | 100   | -     | 6      | en stagnation |  |
| Abstention             | Abstention                                                 | 224 263 | 37,58 |       |        |               |  |
| Inscrits/Participation | Inscrits/Participation                                     | 596 689 | 62,42 |       |        |               |  |